# Celia Fremlin
Celia Fremlin (Pseudonym von Celia Margaret Goller) (* 20. Juni 1914 in Kingsbury; † 16. Juni 2009 in Bournemouth) war eine englische Autorin.

## Leben und Werk
Celia Fremlin war die Tochter des Arztes Heaver Fremlin und dessen Ehefrau Margaret und die Schwester des Kernphysikers John H. Fremlin (1913–1995); sie besuchte die Berkhamsted School for Girls, Hertfordshire und das Somerville College an der Universität Oxford, wo sie klassische Philologie und Philosophie studierte. Ihr erster Roman The Hours Before Dawn (dt. Die Stunden vor Morgengrauen) wurde erst 1958 veröffentlicht.
Sie war Mitglied der Society of Women Journalists, des P.E.N. Clubs und der britischen Crime Writers’ Association. Ihre psychologischen Romane wie Vaters Stolz (1994) erschienen in deutscher Übersetzung bei Diogenes. Vier Romane wurden von Isabella Nadolny übersetzt, so zum Beispiel die Neuübersetzung von The Spider Orchid (dt. Die Spinnen-Orchidee).
Fremlin war ab 1942 mit Elia Goller († 1968) verheiratet, mit dem sie einen Sohn und zwei Töchter hatte. 1985 heiratete sie Leslie Minchin († 1999).

## Auszeichnungen
- 1960 Edgar Allan Poe Award (Kategorie Best Novel) für The Hours Before Dawn (dt. Die Stunden vor Morgengrauen. Diogenes, Zürich 1987)

## Bibliografie

### Romane
- Die Eifersüchtige („The Jealous One“). Diogenes, Zürich 1992, ISBN 3-257-22542-3.
- Gefährliche Gedanken („Dangerous Thoughts“). Diogenes, Zürich 1994, ISBN 3-257-06005-X.
- Gibts ein Baby, das nicht schreit? Roman („With No Crying“). Diogenes, Zürich 1991, ISBN 3-257-22430-3.
- Klimax oder ausserordentliches Beispiel von Mutterliebe („Possession“). Neuaufl. Diogenes, Zürich 2009, ISBN 978-3-257-23891-4.
- Der lange Schatten („The Long Shadow“). Diogenes, Zürich 1993, ISBN 3-257-22657-8.
- Onkel Paul („Uncle Paul“). Diogenes, Zürich 1989, ISBN 3-257-01818-5.
- Parasiten-Person („The Parasite Person“). Diogenes, Zürich 1991, ISBN 3-257-22682-9.
- Rendezvous mit gestern („Appointment with Yesterday“). Diogenes, Zürich 1988, ISBN 3-257-21603-3 (früherer Titel Begegnung mit der Vergangenheit).
- Sieben magere Jahre. Roman („Seven Lean Years“). Diogenes, Zürich 1994, ISBN 3-257-22681-0 (früherer Titel Jahre der Verzweiflung).
- Die Spinnen-Orchidee („The Spider-Orchid“). Diogenes, Zürich 1988, ISBN 3-257-21727-7 (früherer Titel Das Tagebuch des Todes).
- Die Stunden vor Morgengrauen. Roman („The Hours Before Dawn“). Diogenes, Zürich 1987, ISBN 3-257-21515-0.
- Das Tudor-Schloss. Roman („The Echoing Stones“). Diogenes, Zürich 1996, ISBN 3-257-22876-7.
- Unruhestifter („The Trouble Makers“). Diogenes, Zürich 1993, ISBN 3-257-22602-0.
- Vaters Stolz („King of the World“). Diogenes, Zürich 1998, ISBN 3-257-06182-X.
- Wer hat Angst vorm schwarzen Mann? („Prisoner’s Base“). Diogenes, Zürich 1985, ISBN 3-257-21302-6.
- Zwielicht („Listening in the Dusk“). Diogenes, Zürich 1992, ISBN 3-257-01918-1.

Anthologien mit Erzählungen
- By Horror Haunted. Stories. 2. Aufl. Gollancz, London 1974.
- Don't Go to Sleep in the Dark. Short stories. 2. Aufl. Gollancz, London 1979, ISBN 0-575-00571-8.
- Ein schöner Tag zum Sterben. Erzählungen („A Lovely Day to Die“). Diogenes, Zürich 1991, ISBN 3-257-21985-7.
- Wetterumschwung. Geschichten („A change in the weather“). Diogenes, Zürich 1994, ISBN 3-257-22620-9[3].

einzelne Erzählungen
- Angel Face. In: Mary Danby (Hrsg.): The Fontana Book of Great Horror Stories, Bd. 7. Fontana Books, London 1972, ISBN 0-00-615651-7.
- Don't tell Cissie. In: Mary Danby (Hrsg.): Sixty-Five Great Tales of the Supernatural. Octopus Books, London 1979, ISBN 0-7064-1387-3.
- Quiet game. In: Richard Davies (Hrsg.): The Year’s Best Horror Stories. DAW Books, New York 1971.
- Something evil in the house. In: Joan Kahn (Hrsg.): Some Things Fierce an Fatal. Neuaufl. Coronet Books, London 1976, ISBN 0-340-20005-7.

Gedichte
- Duet in Verse. Some Occasionel Poems. Pioneer Arts, London 1996, ISBN 0-907616-83-6. (gemeinsam mit Leslie Minchin)

## Verfilmungen
Regina Ziegler produzierte fürs ZDF vier Fernsehfilme nach Romanen von Celia Fremlin. Bei allen führte Wolf Gremm Regie.
- Tödliche Liebe, 1986 (nach dem Roman „Klimax oder ausserordentliches Beispiel von Mutterliebe“), mit Ruth Maria Kubitschek, Brigitte Mira, Dietlinde Turban
- Im Schatten der Angst, 1988 (nach dem Roman „Rendezvous mit gestern“), mit Ruth Maria Kubitschek, Pinkas Braun, Tatjana Šimić, Heidi Brühl
- Klippen des Todes, 1993 (nach dem Roman „Die Spinnen-Orchidee“), mit Hannelore Elsner, Heinz Hoenig
- Die Stunden vor dem Morgengrauen, 1997 (nach dem Roman „Die Stunden vor Morgengrauen“), mit Gudrun Landgrebe, Susanne Lothar